# Victor Ortiz
"Vicious" Victor Ortiz (Garden City, Kansas, 31 de enero de 1987) es un boxeador profesional estadounidense y actor de ascendencia mexicana. Ortiz fue Campeón Mundial de Peso Wélter de la WBC.
Previamente perteneció a la división de peso superligero, donde consiguió los títulos de la Federación Internacional de Boxeo y de la Organización Norteamericana de Boxeo. Ortiz, al lograr tener un público complaciente, un estilo de boxeo agresivo, dos puños devastadores y atracción juvenil, fue considerado por ESPN Prospecto del año 2008.
Ortiz fue considerado como uno de los tres mejores boxeadores en el mundo de Peso Wélter. Tanto en el medio noticiario como en sitios web dedicados al boxeo, entre ellos se encuentran The Ring, BoxRec.com, e ESPN.
La primera derrota y dos empates en el registro de Ortiz no se cuentan como combates importantes, por el hecho de que la derrota llegó a través de una descalificación en la primera ronda por golpear a Corey Alarcón con un uppercut mientras ambos se encontraban en un clinch. El primero de los dos empates fue un empate técnico en la primera ronda en enero de 2007, cuando Ortiz se enfrentó a Marvin Cordova Jr., cuando un cabezazo accidental abrió un corte en la frente de Ortiz y lo dejó incapaz de continuar. El segundo empate fue controvertido en contra de Lamont Peterson, ya que tanto como ESPN.com y HBO y un anotador no oficial como Harold Lederman, calificaron como 97-91 a favor del joven de 23 años de edad, Ortiz.
Para su primer papel en el cine, Ortiz apareció en The Expendables 3. También aparece en la película Southpaw.

## Inicios
Ortiz nació y creció en Garden City, Kansas, y es el tercero de cuatro hijos de padres mexicanos. Cuando tenía siete años de edad, su madre abandonó a su familia marchándose con otro hombre. Poco después, Ortiz comenzó a boxear a petición de su padre, quien era alcohólico y golpeaba a sus hijos desde que su esposa lo dejó. En una entrevista, Víctor dijo, "Odiaba a esa señora, una vez le dibujé una pequeña rosa en una tarjeta y se la di. Ella simplemente la tiró al piso y dijo: "¿Para qué quiero esa mierda?" Fue entonces cuando me dediqué al boxeo. En ese entonces mi padre jodió su vida, bebiendo.
El padre de Ortiz también abandonó la familia cinco años después de que su esposa lo hiciera, lo que obligó a Ortiz y sus cinco hermanos vivir por sí solos, teniendo Ortiz solo doce años de edad. Su hermana mayor se convertiría en adulto legal en 2002 y se mudó a Denver, Colorado. Ortiz y su hermano menor dejó Kansas y se fueron a vivir con ella.

## Carrera amateur
Mientras entrenaba en el Salvation Army Red Shield Community Center, Ortiz fue observado por el ex contendiente de peso pesado de boxeo Ron Lyle, quien se había convertido en un supervisor en el centro. En 2003, Lyle guiada a Ortiz a un torneo de los Juegos Olímpicos Juveniles, donde a la edad de dieciséis años, ganó la división de peso de 132 libras con un récord perfecto de 5-0. Esta vez, fue observado por otro exboxeador, Roberto García, que había celebrado el Campeonato Super Pluma de la FIB durante la década de los 90' y cuyo padre era el entrenador de Fernando Vargas.

### Rumbo a California
Aunque García no vivía en Oxnard, California. García se ofreció para entrenar a Ortiz, quien aceptó y se mudó de Colorado a California, donde comenzó a entrenar en el famoso La Colonia Juvenil Club de Boxeo de Oxnard. Con el tiempo, García se convertiría en tutor legal de Ortiz, para luego Ortiz graduarse de la Pacifica High School. A los 16 años, Ortiz ganó los campeonatos nacionales de 2003 Police Athletic League en Toledo, y a los diecisiete años, Ortiz llegó a los ensayos de boxeo olímpico de Estados Unidos en la categoría de peso de 132 libras, donde fue eliminado en semifinales (La clase de peso fue ganado por Vicente Escobedo).
Ortiz se convirtió en profesional en 2004, cuando aún tenía sólo diecisiete años de edad. Cuando llegó a la edad de dieciocho años en 2005 y se convirtió en adulto legal, obtuvo la custodia de su hermano menor, quien era estudiante universitario. Ortiz continúa residiendo en Ventura, California.

## Récord profesional
| 32 Ganadas (25 KOs y 7 por decisión), 6 Derrotas y 3 Empates |        |                       |      |               |            |                                                                 |                                                      |
| Res.                                                         | Récord | Oponente              | Tipo | Rd., Tiempo   | Datos      | Localidad                                                       | Notas                                                |
| D                                                            | 32–7–3 | Robert Guerrero       | UD   | 10            | 21-08-2021 | T-Mobile Arena, Paradise, Nevada                                |                                                      |
| E                                                            | 32–6–3 | Devon Alexander       | EM   | (12)          | 17-02-2018 | Don Haskins Center, El Paso, Texas                              |                                                      |
| G                                                            | 32-6-2 | Saul Corral           | KO   | 4 (10), 1:26  | 30-07-2017 | Rabobank Theater and Convention Center, Bakersfield, California |                                                      |
| D                                                            | 31-6-2 | Andre Berto           | KO   | 4 (12), 1:14  | 30-04-2016 | StubHub Center , Carson, California                             |                                                      |
| G                                                            | 31-5-2 | Gilberto Sanchez Leon | TKO  | 8 (10), 2:57  | 12-12-2015 | AT&T Center, San Antonio, Texas                                 |                                                      |
| G                                                            | 30-5-2 | Manuel Pérez          | TKO  | 3 (10), 0:51  | 13-12-2014 | MGM Grand Garden Arena, Paradise, Nevada                        |                                                      |
| D                                                            | 29-5-2 | Luis Collazo          | KO   | 2 (12), 2:59  | 30-1-2014  | Barclays Center, Brooklyn, New York                             | Por WBA Internacional Wélter.                        |
| D                                                            | 29-4-2 | Josésito López        | RTD  | 9 (12), 3:00  | 23-6-2012  | Staples Center, Los Ángeles, California                         | Por WBC Silver vacante Wélter.                       |
| D                                                            | 29-3-2 | Floyd Mayweather, Jr. | KO   | 4 (12), 2:59  | 17-9-2011  | MGM Grand Hotel & Casino, Las Vegas, Nevada                     | Pierde WBC Wélter.                                   |
| G                                                            | 29-2-2 | Andre Berto           | UD   | 12            | 16-4-2011  | Foxwoods Resort Casino, Mashantucket, Connecticut               | Gana WBC Wélter.                                     |
| E                                                            | 28-2-2 | Lamont Peterson       | MD   | 10            | 11-12-2010 | Mandalay Bay Resort & Casino, Las Vegas, Nevada                 |                                                      |
| G                                                            | 28-2-1 | Vivian Harris         | KO   | 3 (10), 0:45  | 18-9-2010  | Staples Center, Los Ángeles, California                         |                                                      |
| G                                                            | 27-2-1 | Nate Campbell         | UD   | 10            | 15-5-2010  | Madison Square Garden, New York, New York                       |                                                      |
| G                                                            | 26-2-1 | Hector Alatorre       | TKO  | 10 (10), 0:51 | 25-2-2010  | Club Nokia, Los Ángeles, California                             |                                                      |
| G                                                            | 25-2-1 | Antonio Díaz          | RTD  | 7 (10), 0:01  | 12-12-2009 | UIC Pavilion, Chicago, Illinois                                 |                                                      |
| D                                                            | 24-2-1 | Marcos Maidana        | TKO  | 6 (12), 0:46  | 27-6-2009  | Staples Center, Los Ángeles, California                         | Por WBA interino Superligero.                        |
| G                                                            | 24-1-1 | Mike Arnaoutis        | TKO  | 2 (12), 1:27  | 7-3-2009   | HP Pavilion, San José, California                               | Retiene WBO NABO Superligero. Gana USBA Superligero. |
| G                                                            | 23-1-1 | Jeffrey Resto         | TKO  | 2 (12), 1:19  | 6-12-2008  | MGM Grand Hotel & Casino, Las Vegas, Nevada                     | Retiene WBO NABO Superligero.                        |
| G                                                            | 22-1-1 | Roberto Arrieta       | TKO  | 5 (12), 2:25  | 13-9-2008  | MGM Grand Hotel & Casino, Las Vegas, Nevada                     | Gana WBO NABO vacante Superligero.                   |
| G                                                            | 21-1-1 | Dario Esalas          | KO   | 5 (10), 2:31  | 3-5-2008   | The Home Depot Center, Carson, California                       |                                                      |
| G                                                            | 20-1-1 | Carlos Maussa         | KO   | 1 (10), 1:47  | 10-11-2007 | Madison Square Garden, Nueva York, Nueva York                   |                                                      |
| G                                                            | 19-1-1 | Emmanuel Clottey      | TKO  | 10 (10), 2:59 | 30-8-2007  | Grand Plaza Hotel, Houston, Texas                               |                                                      |
| G                                                            | 18-1-1 | Maximino Cuevas       | KO   | 1 (10), 2:44  | 29-6-2007  | Cliff Castle Casino Hotel, Camp Verde, Arizona                  |                                                      |
| G                                                            | 17-1-1 | Tomas Barrientes      | TKO  | 5 (8), 2:42   | 14-4-2007  | Alamodome, San Antonio, Texas                                   |                                                      |
| E                                                            | 16-1-1 | Marvin Cordova, Jr.   | TD   | 1 (8), 3:00   | 19-1-2007  | Dodge Arena, Phoenix, Arizona                                   |                                                      |
| G                                                            | 16–1   | Yahir Aguiar          | KO   | 2 (6), 1:32   | 3-11-2006  | Palo Duro Golf Club, Nogales, Arizona                           |                                                      |
| G                                                            | 15–1   | Alfred Kotey          | UD   | 8             | 8-9-2006   | Gilley's Dallas, Dallas, Texas                                  |                                                      |
| G                                                            | 14–1   | Orlando Cantera       | TKO  | 4 (8), 0:34   | 23-6-2006  | Palo Duro Golf Club, Nogales, Arizona                           |                                                      |
| G                                                            | 13–1   | Freddie Barrera       | TKO  | 1 (8), 2:42   | 31-3-2006  | Activities Center, Maywood, California                          |                                                      |
| G                                                            | 12–1   | Nestor Rosas          | KO   | 5 (8), 2:06   | 10-2-2006  | Roseland Ballroom, San Antonio, Texas                           |                                                      |
| G                                                            | 11–1   | Leroy Fountain        | KO   | 4 (8), 1:27   | 6-1-2006   | Santa Ana Star Casino, Bernalillo, New Mexico                   |                                                      |
| G                                                            | 10-1   | Donnell Logan         | TKO  | 2 (4), 2:10   | 4-11-2005  | Ventura Theatre, Ventura, Nevada                                |                                                      |
| G                                                            | 9-1    | Kevin Carmody         | UD   | 6             | 9-9-2005   | Edgewater Hotel & Casino, Laughlin, Nevada                      |                                                      |
| G                                                            | 8-1    | Oliver Bolanos        | UD   | 4             | 26-8-2005  | Colonial Ballroom, Houston, Texas                               |                                                      |
| D                                                            | 7-1    | Corey Alarcon         | DQ   | 1 (6), 2:59   | 3-6-2005   | Performing Arts Center, Oxnard, California                      |                                                      |
| G                                                            | 7-0    | Rodney Jones          | TKO  | 2 (4), 1:34   | 5-3-2005   | Mandalay Bay Resort & Casino, Las Vegas, Nevada                 |                                                      |
| G                                                            | 6-0    | Joel Ortega           | TKO  | 1 (4), 1:32   | 11-2-2005  | Convention Center, San Diego, California                        |                                                      |
| G                                                            | 5-0    | Juan Patino           | UD   | 4             | 26-11-2004 | Plaza Hotel & Casino, Las Vegas, Nevada                         |                                                      |
| G                                                            | 4-0    | Charles Hawkins       | TKO  | 4 (4), 2:02   | 8-10-2004  | Edgewater Hotel & Casino, Laughlin, Nevada                      |                                                      |
| G                                                            | 3-0    | Lee De Leon           | TKO  | 2(4), 2:35    | 17-9-2004  | Plaza Hotel & Casino, Las Vegas, Nevada                         |                                                      |
| G                                                            | 2-0    | Alejandro Nungaray    | UD   | 4             | 24-7-2004  | Aquarius Casino Resort, Laughlin, Nevada                        |                                                      |
| G                                                            | 1-0    | Raul Montes           | TKO  | 1 (4), 2:01   | 4-6-2004   | Plaza Hotel & Casino, Las Vegas, Nevada                         | Debut profesional.                                   |

## Filmografía
| Año  | Título                     | Rol    |
| ---- | -------------------------- | ------ |
| 2014 | The Expendables 3          | Mars   |
| 2015 | Southpaw                   | Ramone |
| 2017 | Once Upon a Time in Venice | Chewy  |